# أرشيبالد بروس
أرشيبالد بروس (بالإنجليزية: Archibald Bruce)‏ هو عالم معادن ‏ وطبيب أمريكي، ولد في 1 فبراير 1777 في نيويورك في الولايات المتحدة، وتوفي بنفس المكان في 22 فبراير 1818.